# Квантування (MIDI)

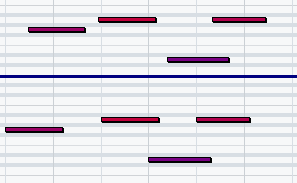
Зверху — ноти після запису, знизу — після застосування загального квантування

Квантування, також - квантизація (англ. quantization) в музиці — процес вирівнювання музичних звуків у ритмічному або звуковисотному відношенні.

## Ритмічне квантування
Ритмічне квантування (англ. Time Quantization) здійснює переміщення нот до найближчих ритмічних долей в секвенцерах. Квантування задається в тих же одиницях, що й довжина нот. Використання квантування дозволяє домогтися рівнішого звучання при запису музики з MIDI-клавіатури у реальному часі.
- Загальне квантування зрушує початок всіх нот у долю, зберігаючи незмінною довжину нот. Цей вид квантування з'явився раніше інших.
- Квантування початку ноти зрушує початок ноти, але не пересуває її кінець. У результаті змінюється довжина нот.
- Ґрув-квантування, або квантування по шаблону (від англ. groove — шаблон) — квантування за заздалегідь наміченою схемою, названої ґрувом. Як правило, набір ґрувів є в самому секвенсорі. Також у музичних крамницях можна придбати диск із набором ґрувів. У деяких програмних секвенсорах, наприклад, в Steinberg Cubase, можна створити власний грув на основі наявного звукового файлу (це робиться в редакторі Sample Editor у режимі Hitpoint Mode).

- Квантування відповідності, змінює партію одного інструмента відповідно до партії іншого.
- Часткове квантування зрушує ноту до частки на певний відсоток від вихідної відстані між нотою і долею.
- Аналітичне квантування — програма робить аналіз розташування нот і виправляє те, що вважає ритмічними недоліками.

## Звуковисотне квантування
Квантування може застосовуватись для впорядкування безперервного спектру звукових частот, наприклад людського голосу, в європейську 12-тонову систему, або будь-яку іншу звукову систему. Інструмент, що застосовує таку квантування називається автотюном (англ. Auto Tune) і використовується для усунення недоліків вокального виконання.